# 王屋村民宅

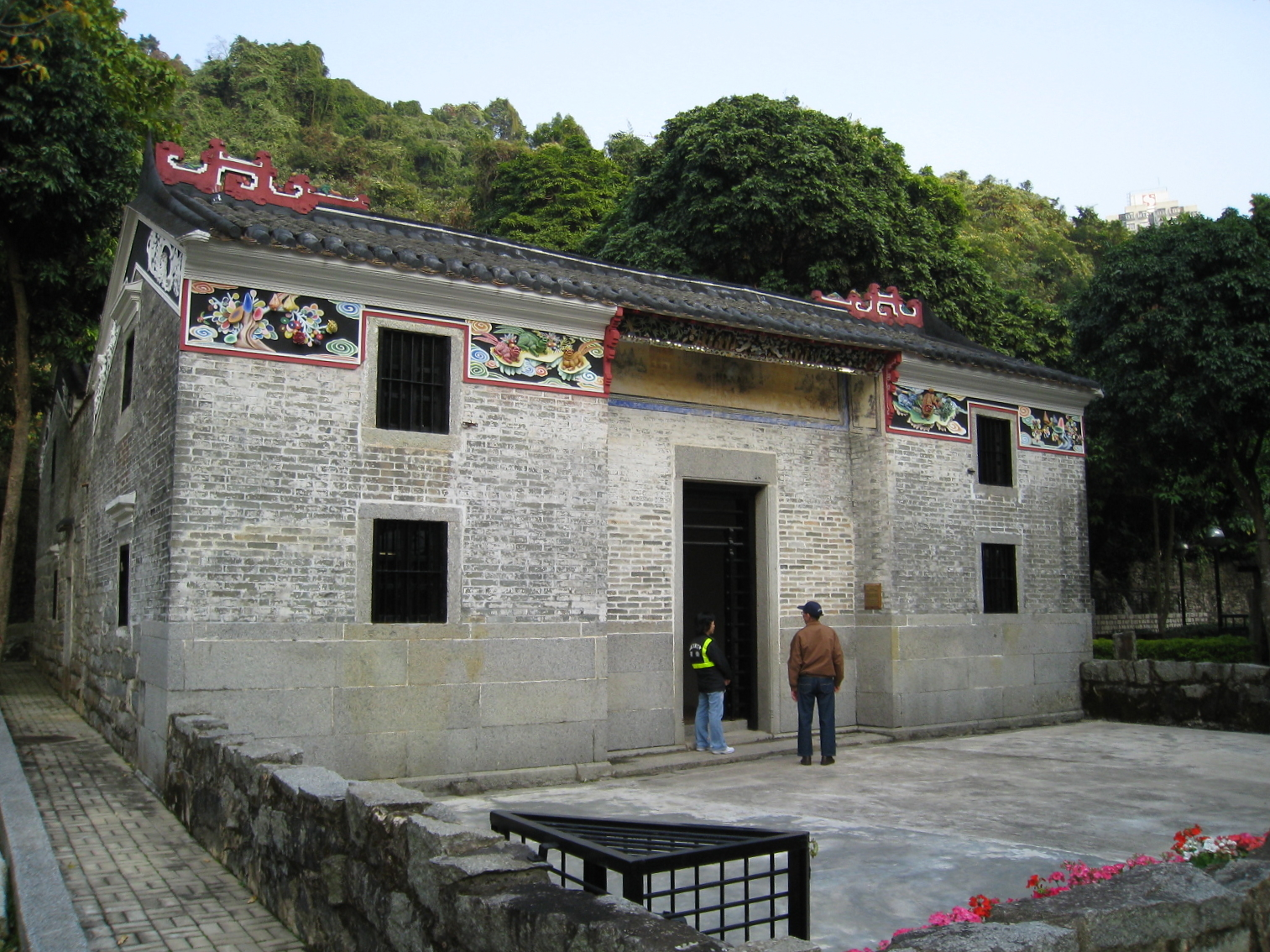
王屋村民宅古屋

王屋村民宅，亦稱王屋村古屋（英語：The Old House at Wong Uk Village）位於香港新界沙田區圓洲角的東南面舊王屋村內，王屋村由一對來自廣東興寧王姓夫婦在約200多年前的清乾隆年間建立。現存的民宅是由王氏第19代族人王清和約於1911年興建。香港政府於1984年接管王屋民宅，在相鄰興建了王屋花園，更於1989年12月22日將王屋民宅列為香港法定古蹟。

## 歷史

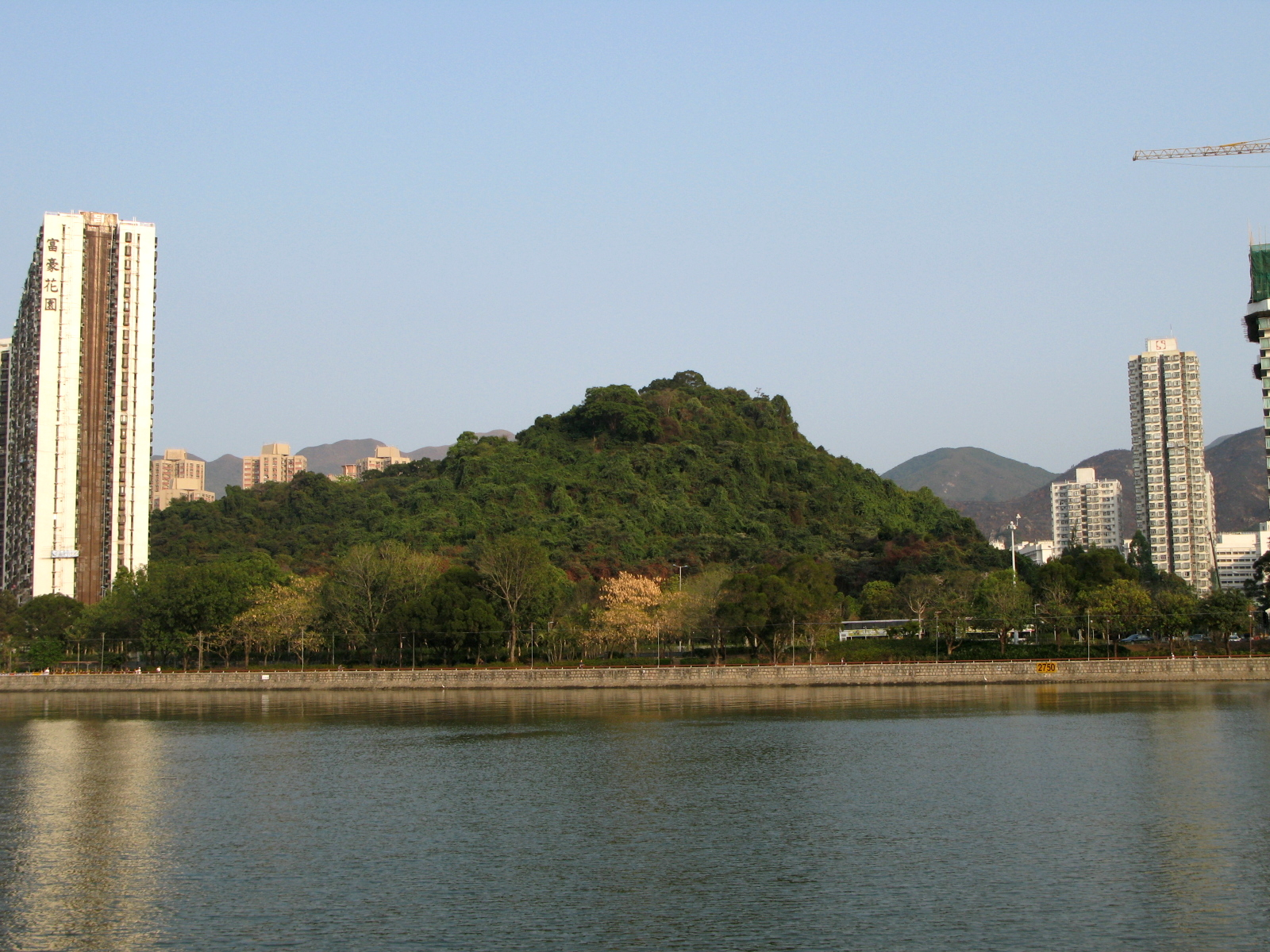
從城門河對岸遠望圓洲角

十九世紀時，圓洲角由於地理位置關係，是來往廣東及九龍兩地旅客和貨物的交通樞紐，王屋村逐漸成為商旅雲集的貿易站，王氏族人曾在民宅旁邊開設「義利客棧」。
但好景不常，在二十世紀初建成連接新界和九龍的陸路運輸網絡後，圓洲角的重要性日益減低，並開始式微。
圓洲角和沿岸地區的填海工程於1970年代因應發展沙田新市鎮而展開，沙田海急速填土，圓洲角的島狀外貌亦因而改變，成為城門河河岸的一部分。其間政府陸續收購圓洲角及沙田圍的田地和魚塘，區內很多古老建築在城市化過程中被荒廢及拆卸。現時剩下來的只有這間民宅古屋，亦曾一度售給村外人作住宅及工廠用途，現時成為圓洲角歷史唯一的印記。

## 結構

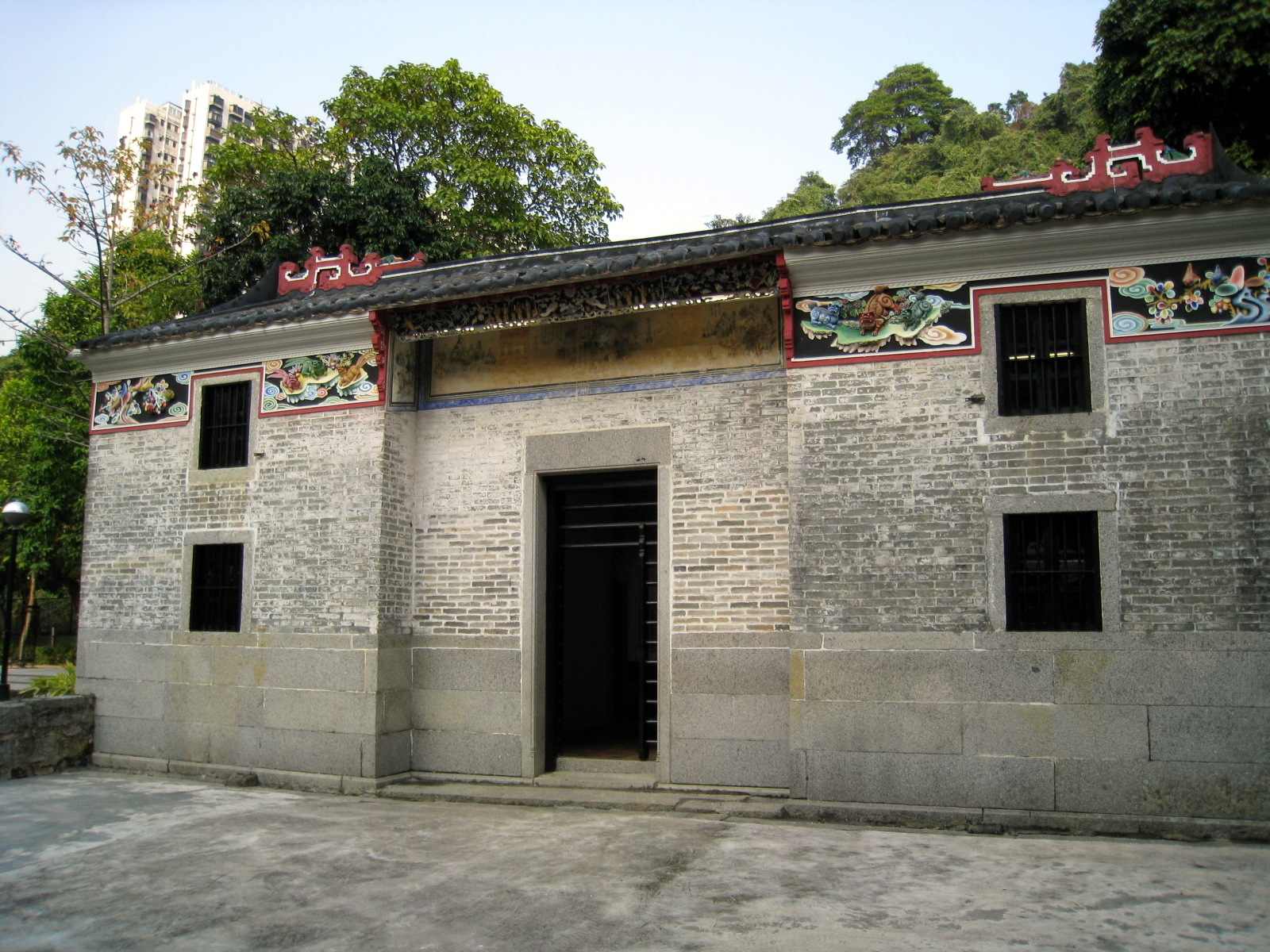
正面可見花岡石建成的牆基

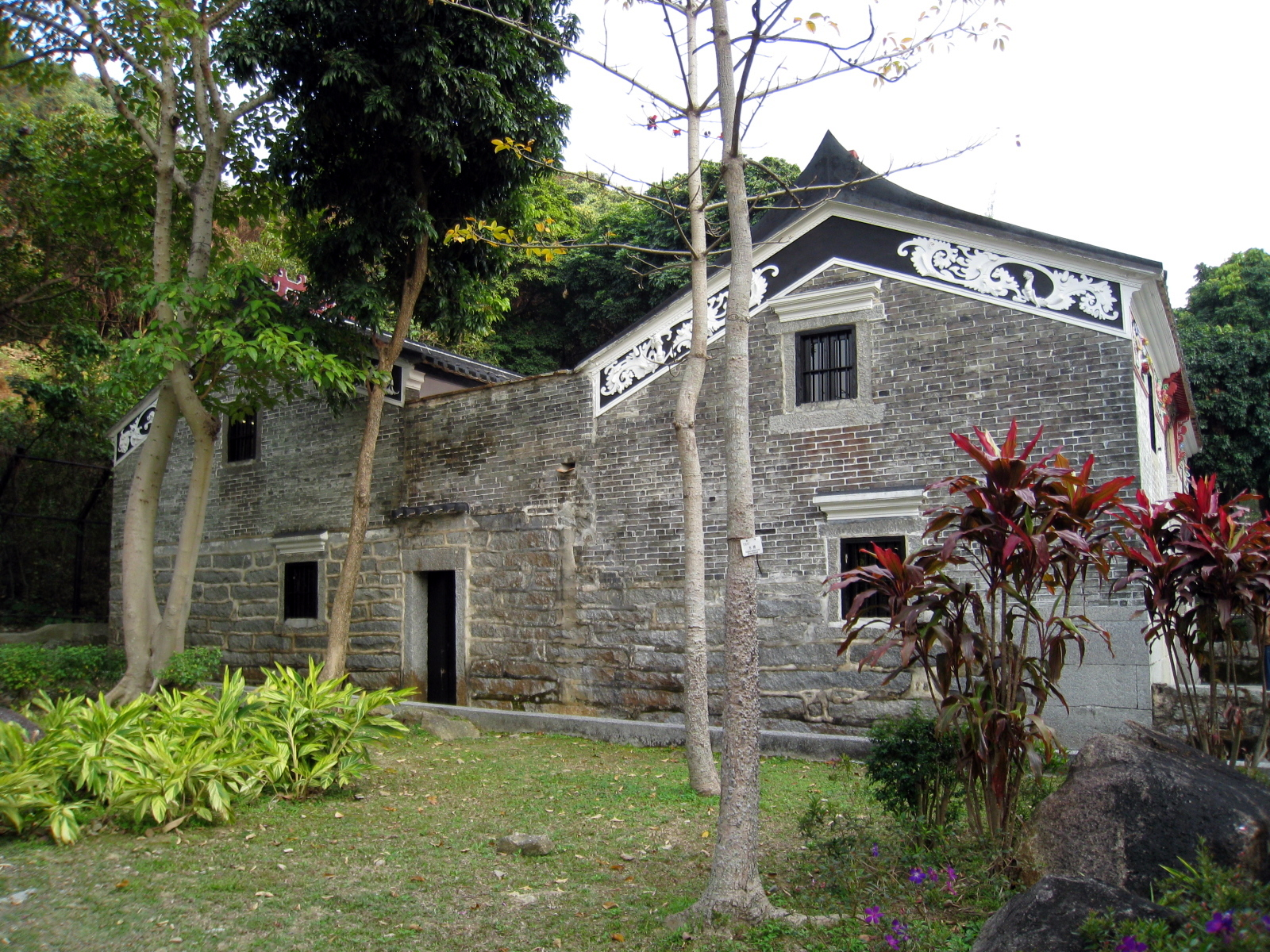
山牆的簷壁以草尾灰塑裝飾

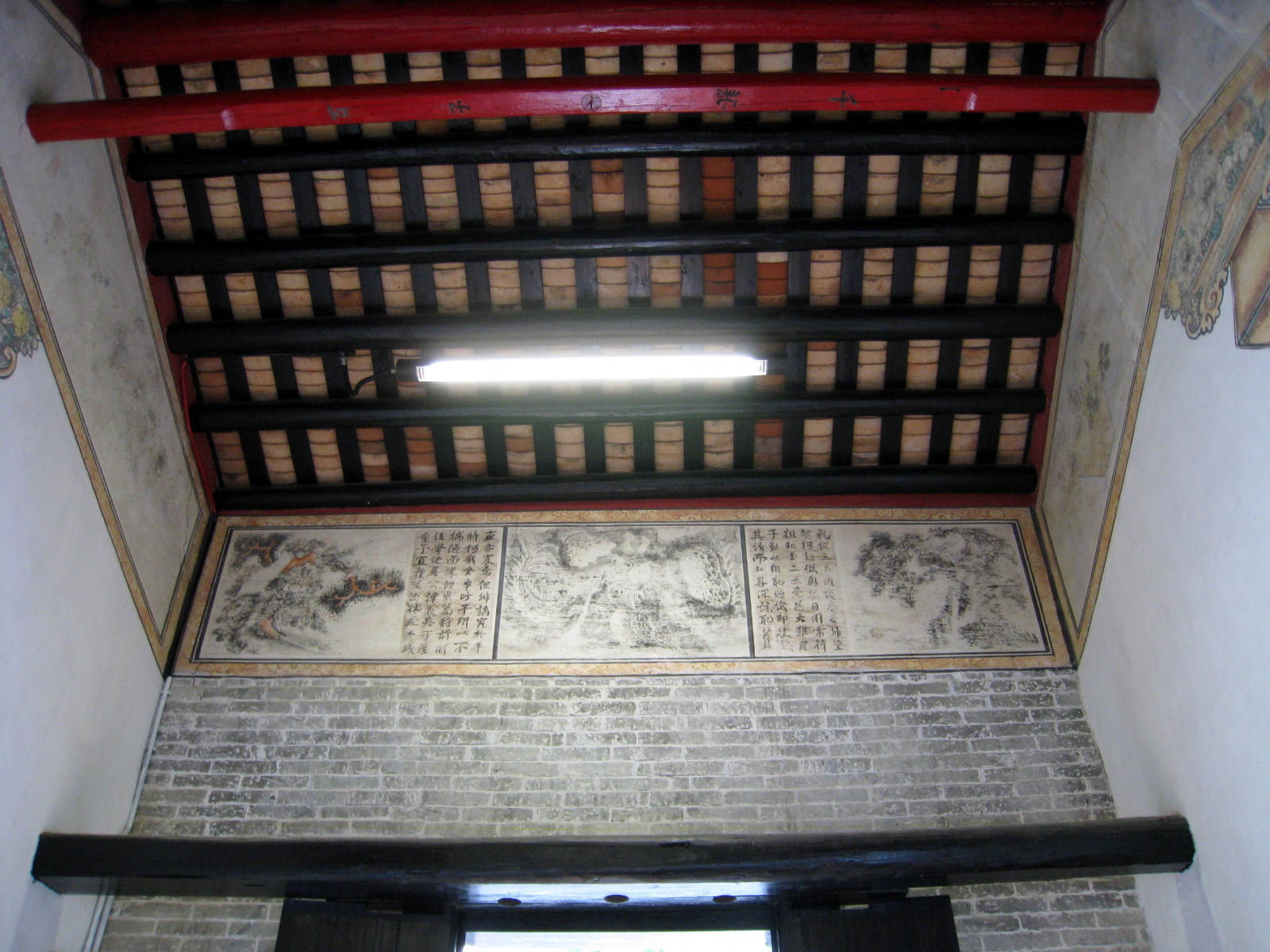
門廳的牆身壁畫

這間百年古屋樓高兩層，是傳統民宅，屬兩進、一天井、三開間式建築，主要以花岡石及青磚砌成，以木橡及檁條支撐牆身，配以瓦片構成金字屋頂。民宅的牆基以當時相當昂貴的花岡石建造，正門入口以細琢花岡石作為門框，再加裝木柵「趟櫳」拉門，前院由一道花岡石矮牆包圍。至於內牆方面，下半部為砌體石牆，上半部為含稻草的土牆。

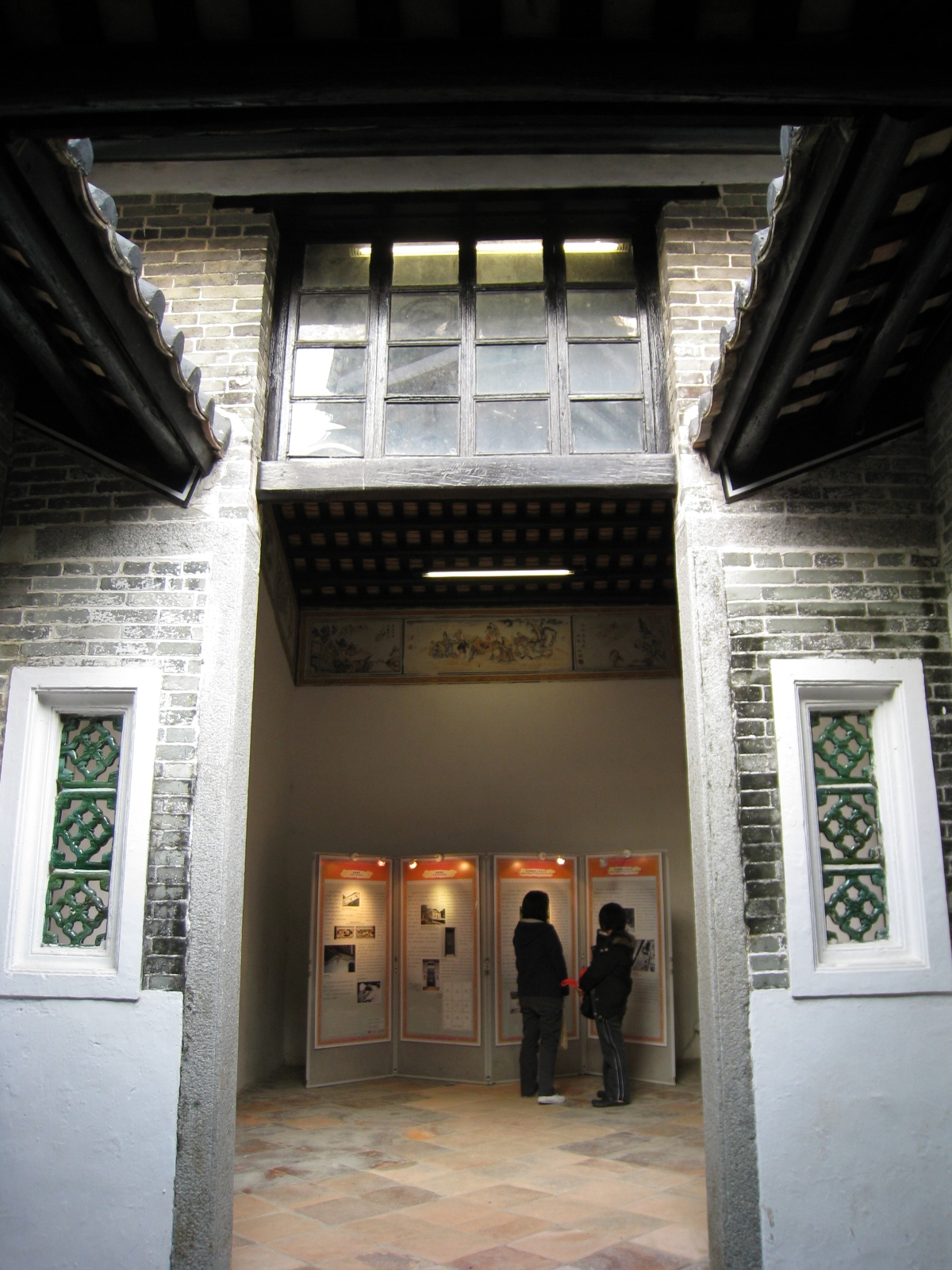
前方門廳
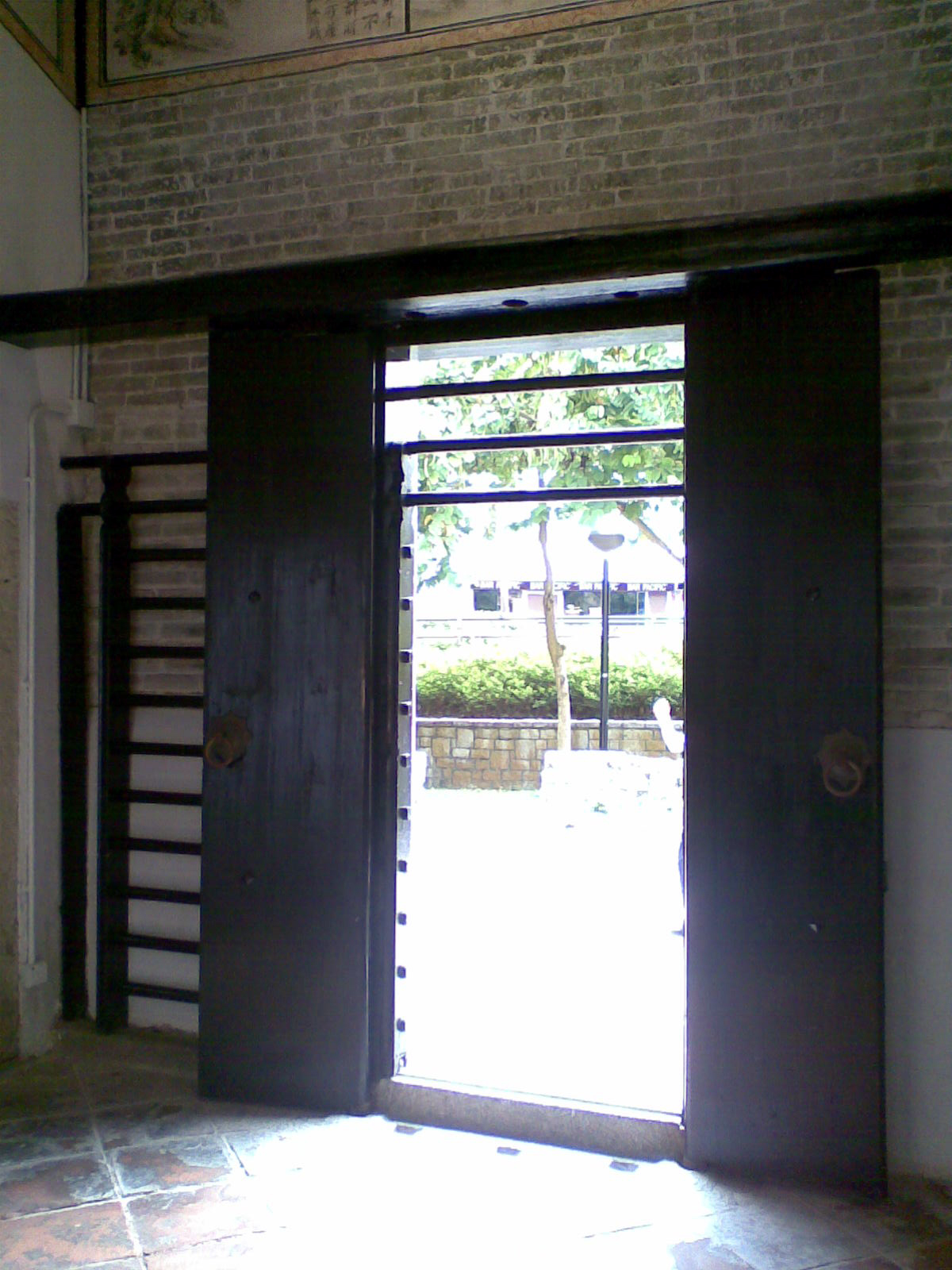
趟櫳
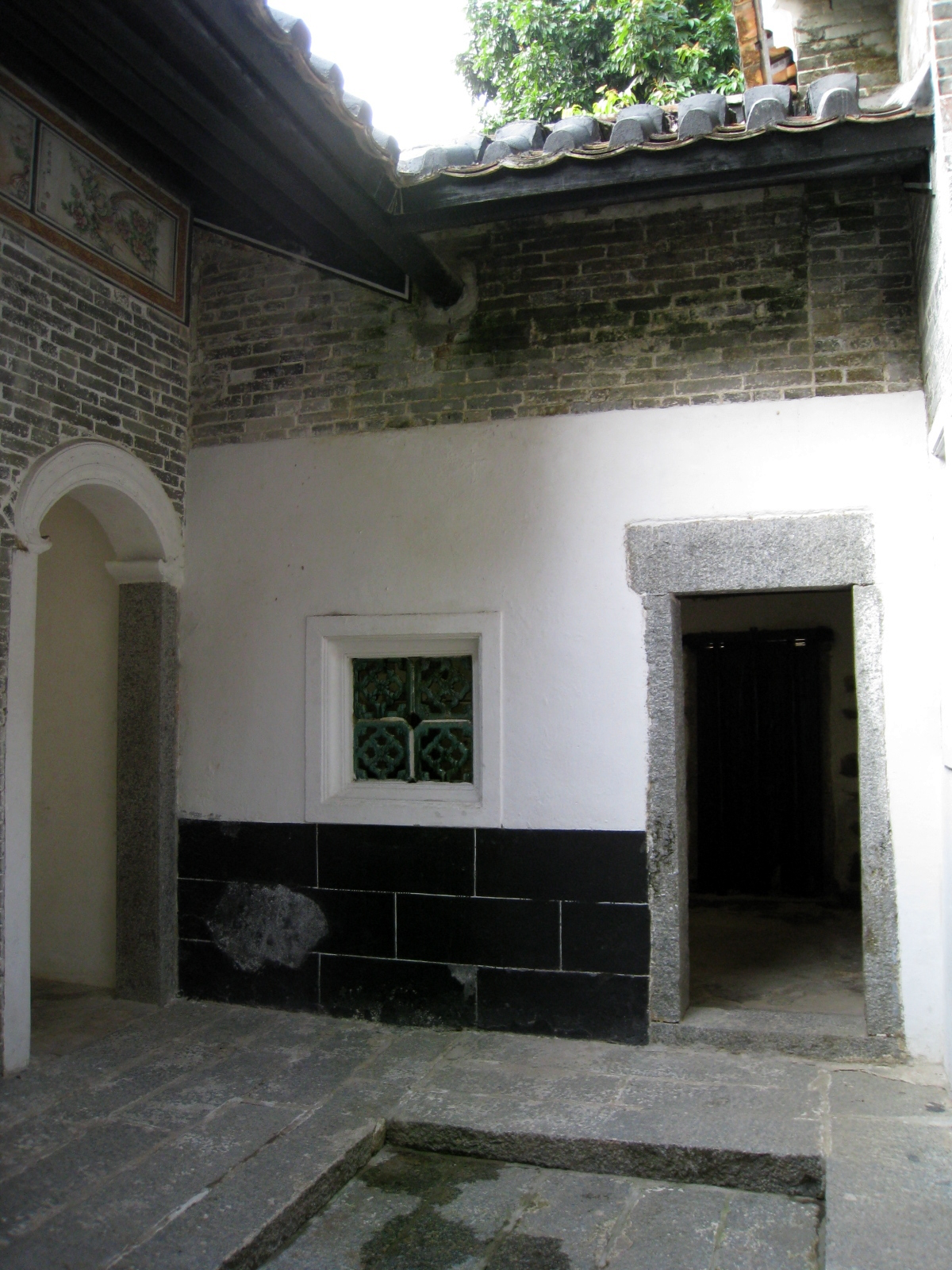
天井
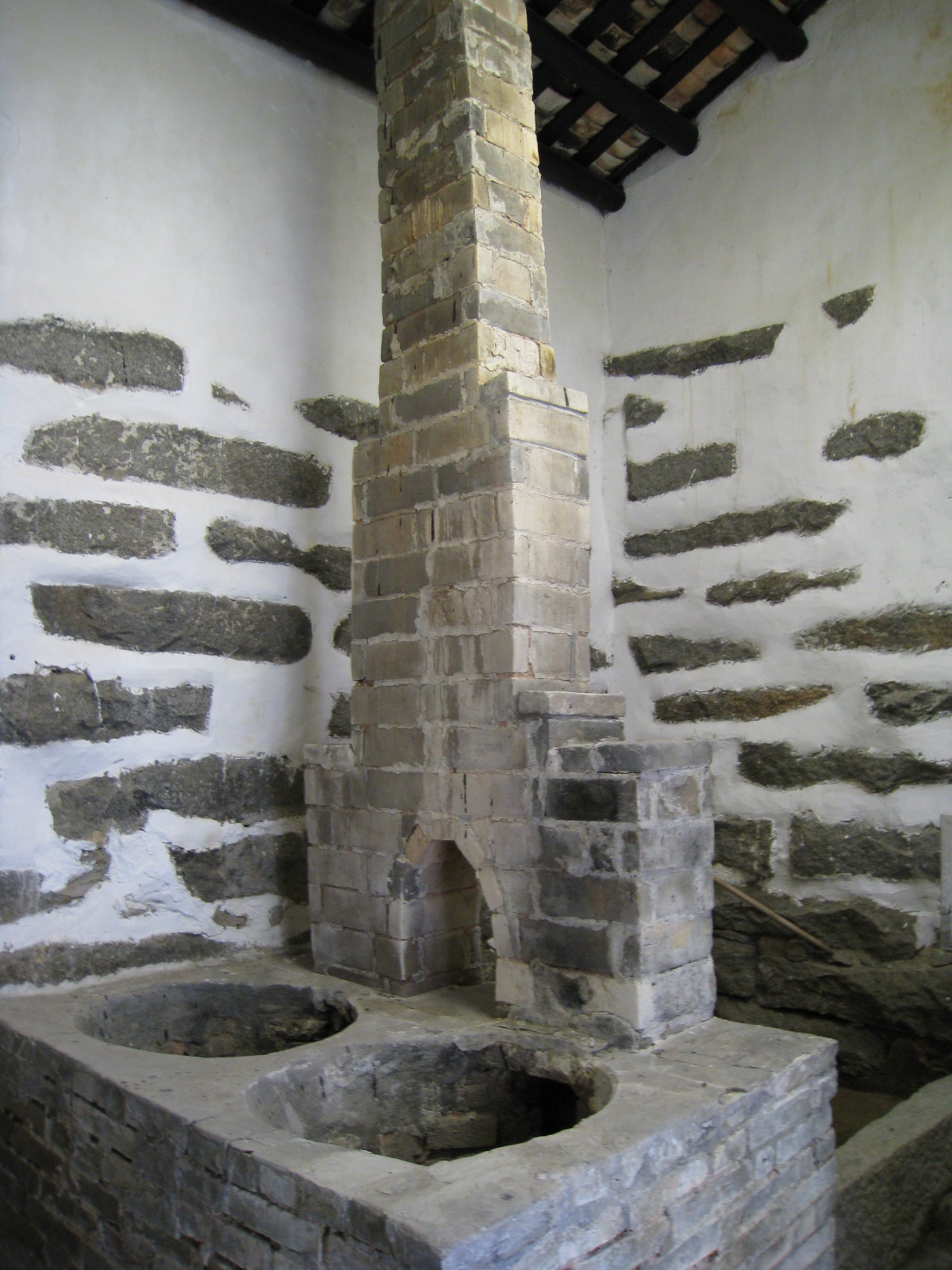
廚房

民宅內地面鋪設菱形圖案廣東大階磚，內外有精美的壁畫和傳統裝飾，正面牆身有精緻的灰塑、壁畫及巧手雕刻的簷板，山牆的簷壁以草尾灰塑裝飾。客廳與天井之間有三道西式拱門分隔，通過前方門廳後是天井，右邊是浴室，左邊是廚房，內有連煙竈的磚囪，兩進的次間為睡房，建有木構閣樓。前後進的明間牆身繪畫吉祥圖案壁畫，繫樑分別雕刻「百子千孫」及「長命富貴」等吉祥語句。

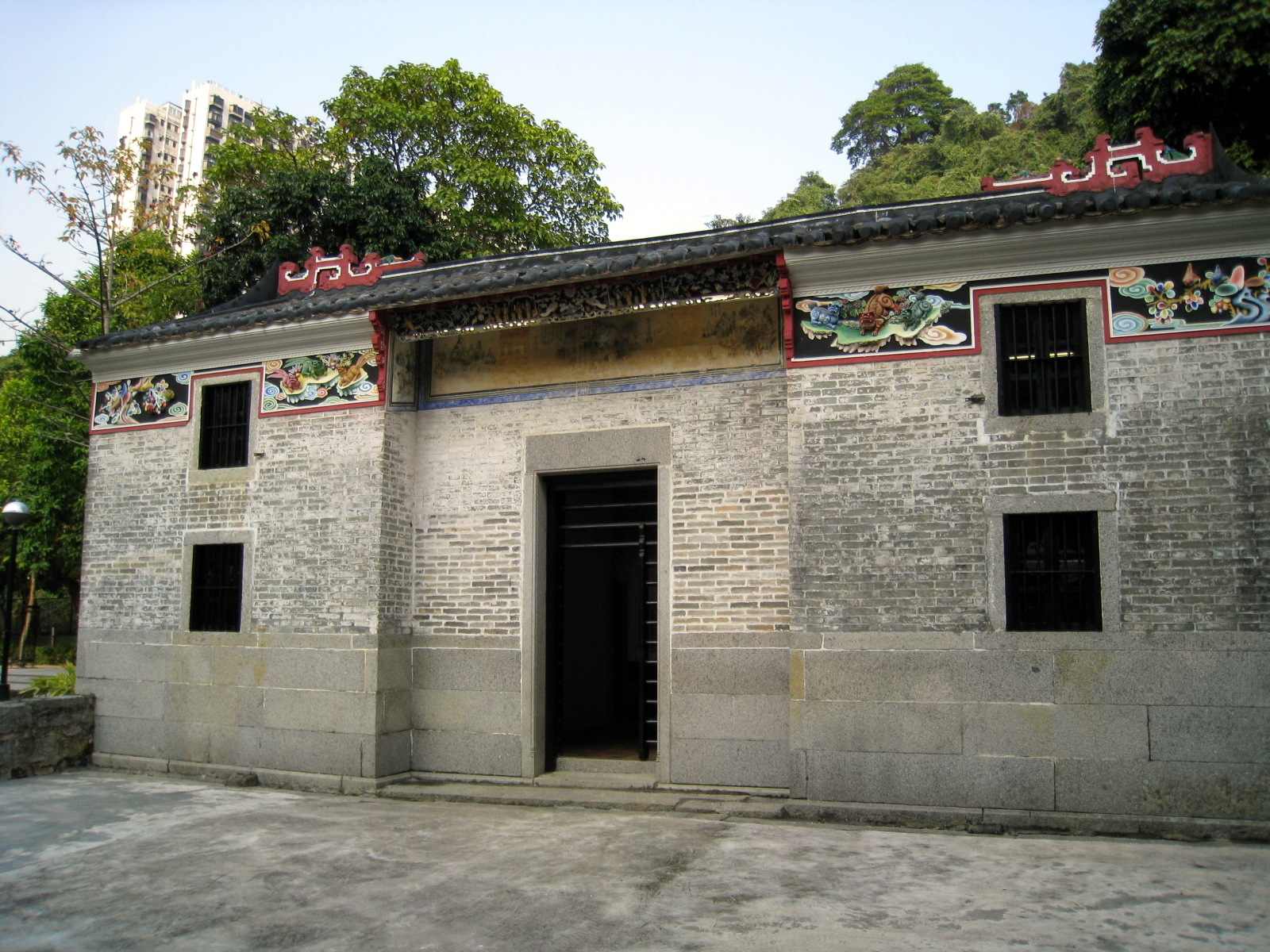
正面牆身的灰塑
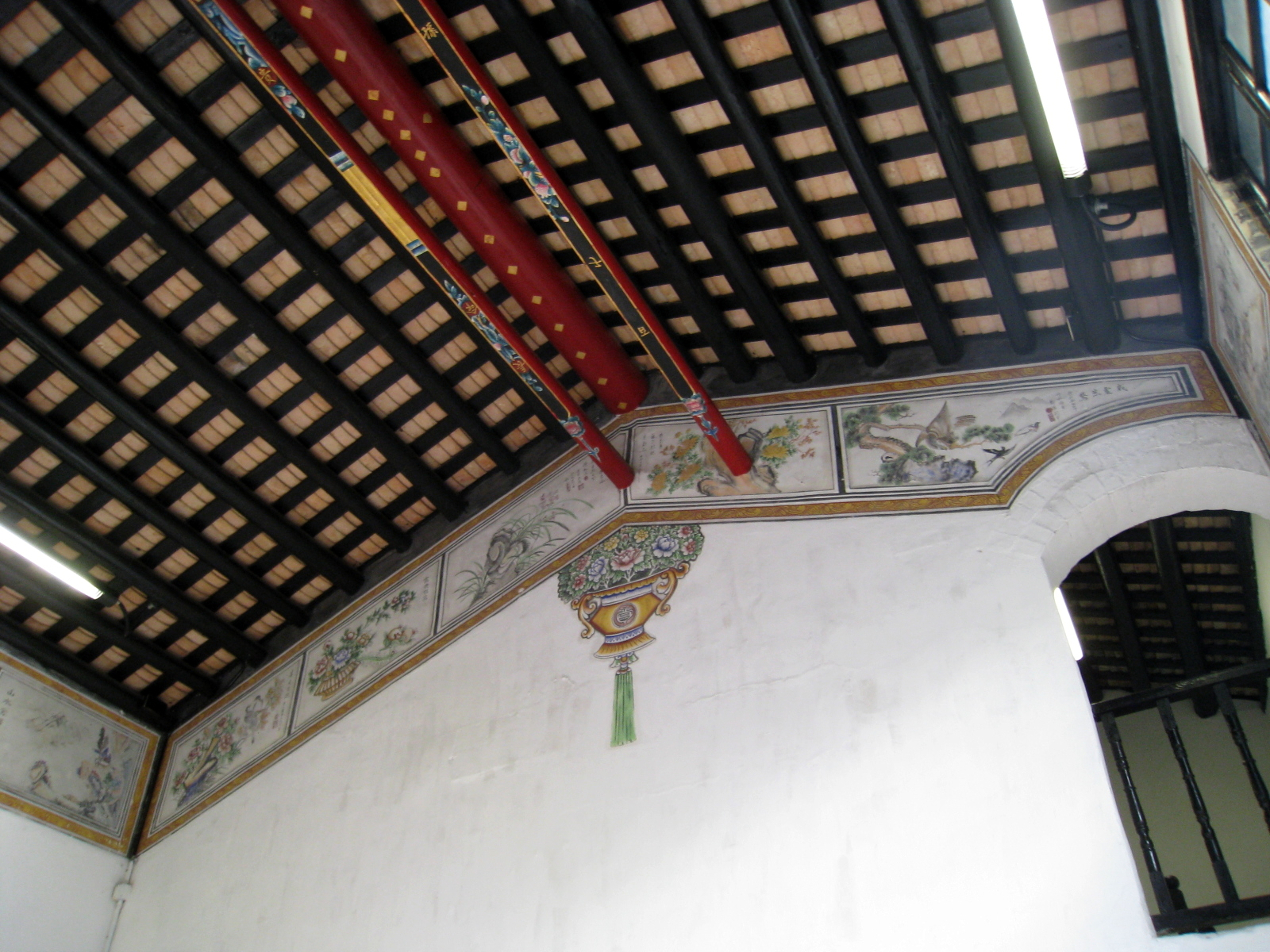
繫樑雕刻「百子千孫」及「長命富貴」
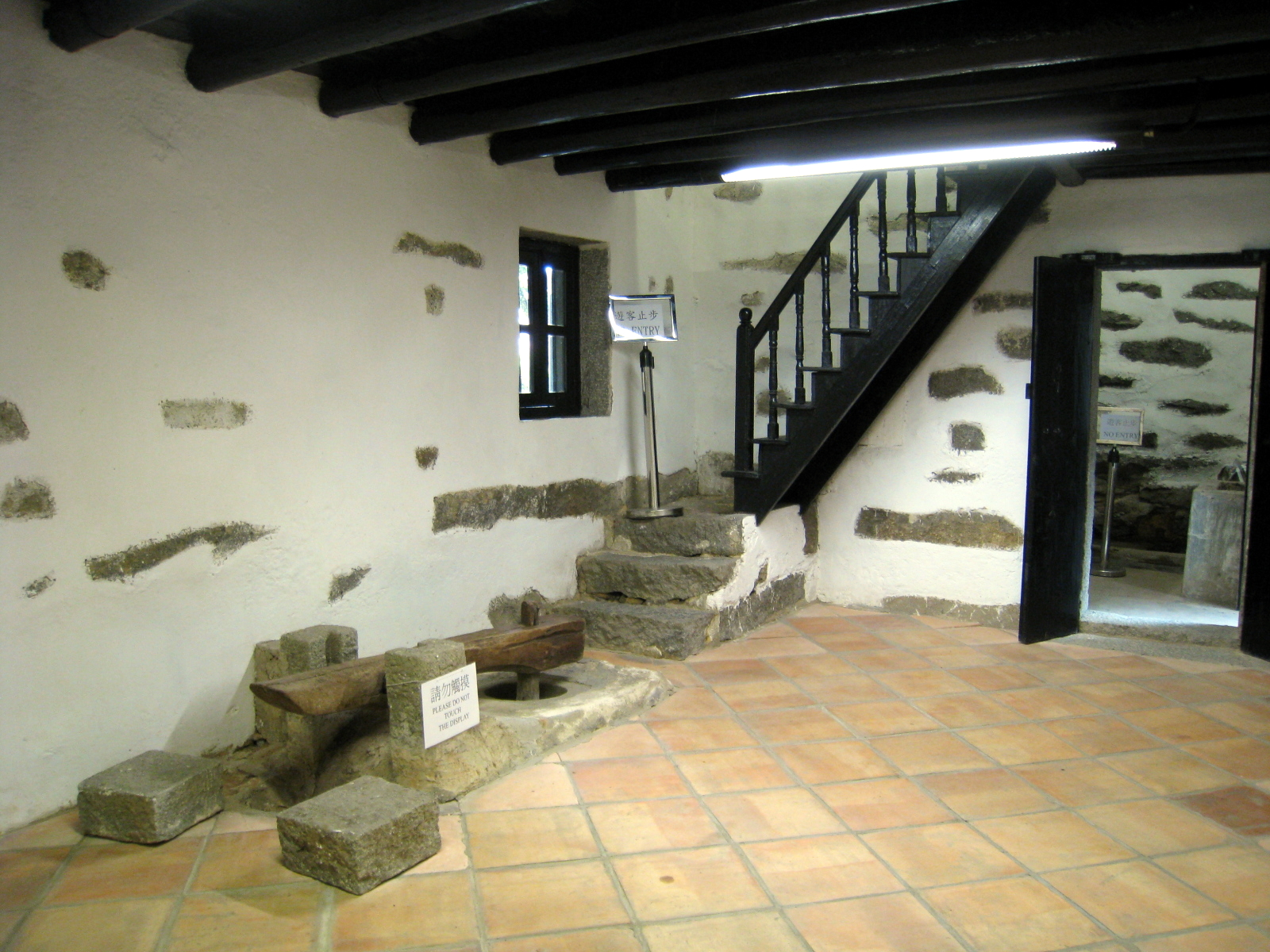
民宅內部
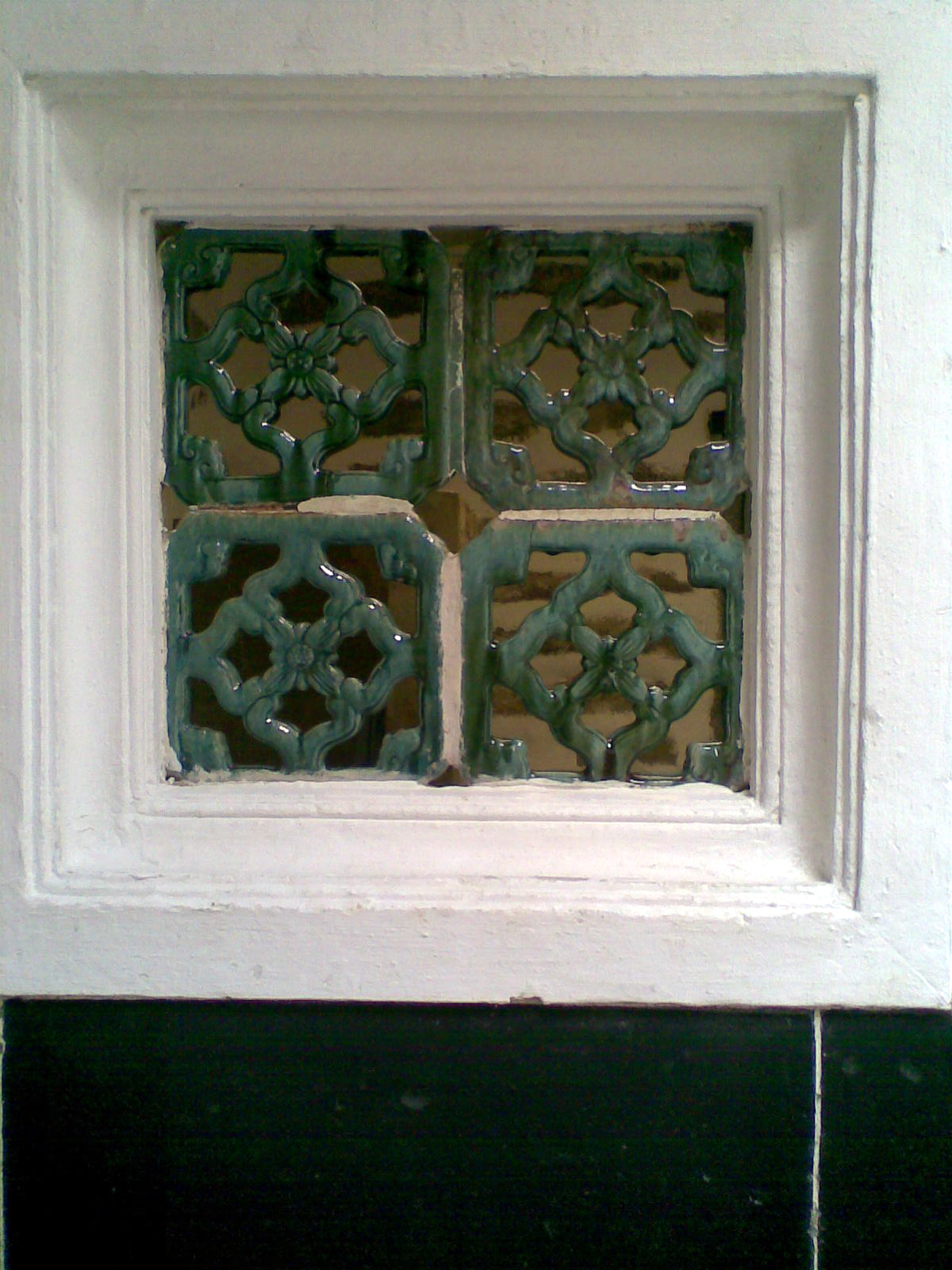
耳房的窗花
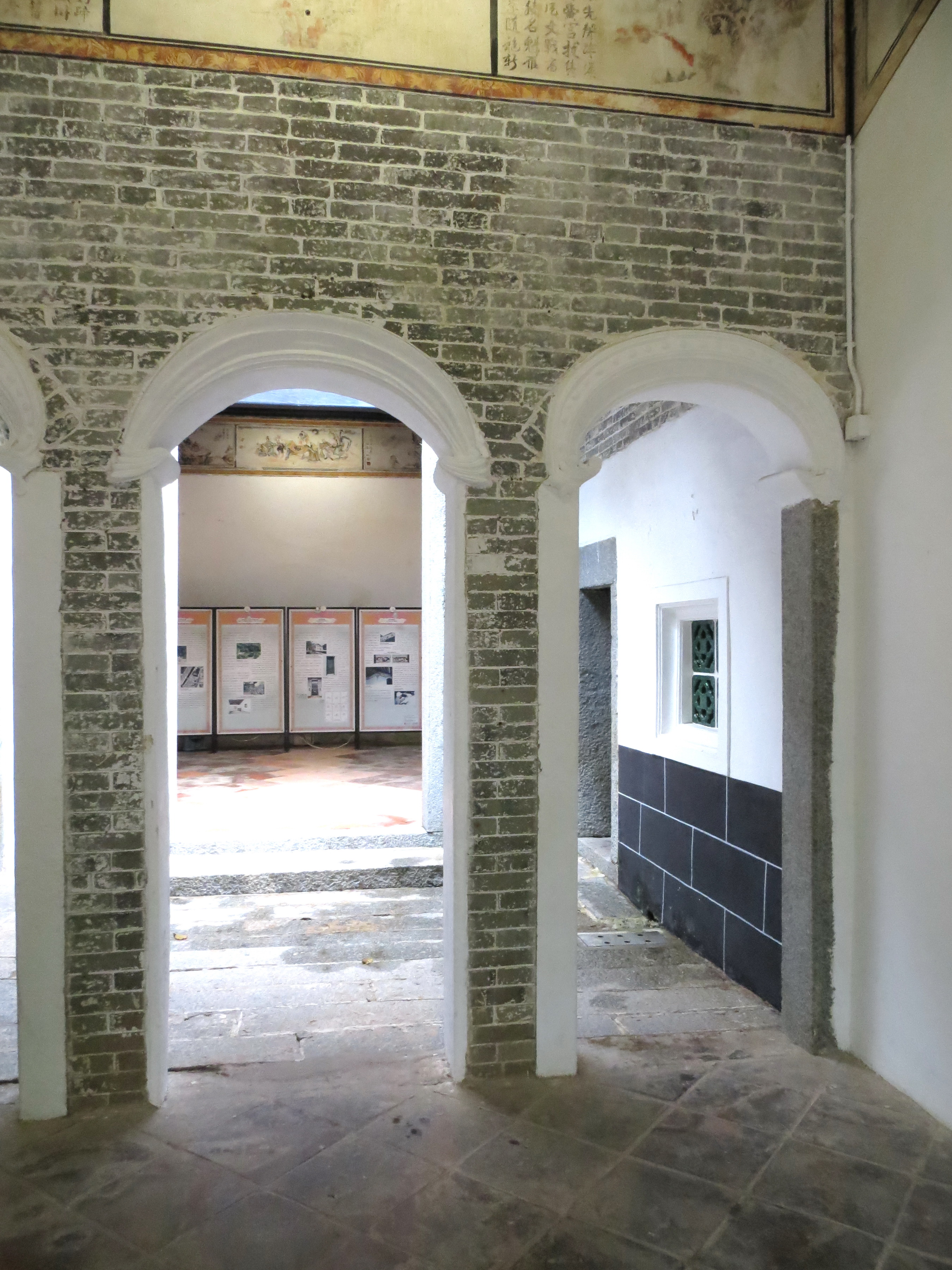
客廳與天井之間的西式拱門
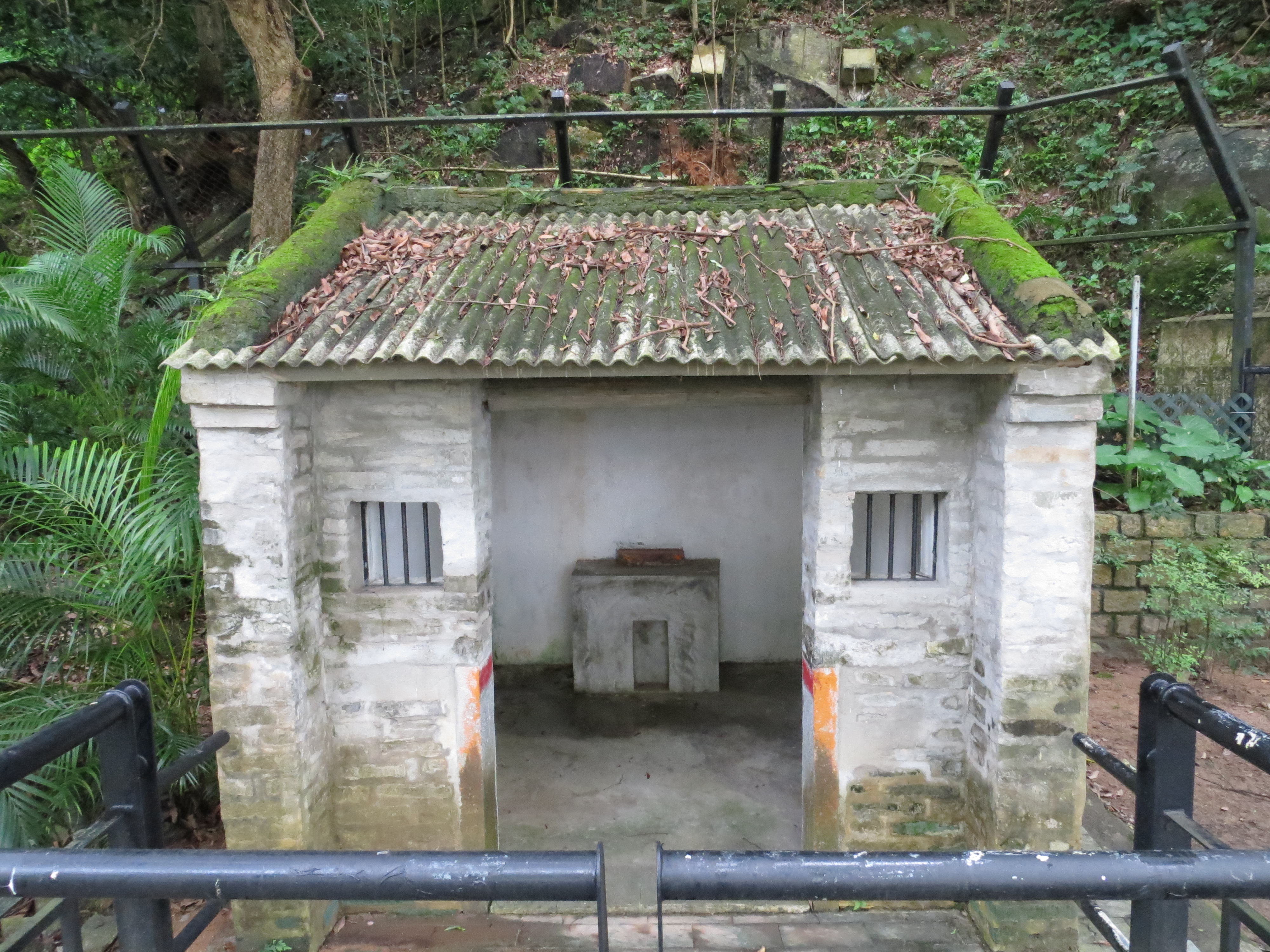
位於王屋村民宅東南面的祠堂
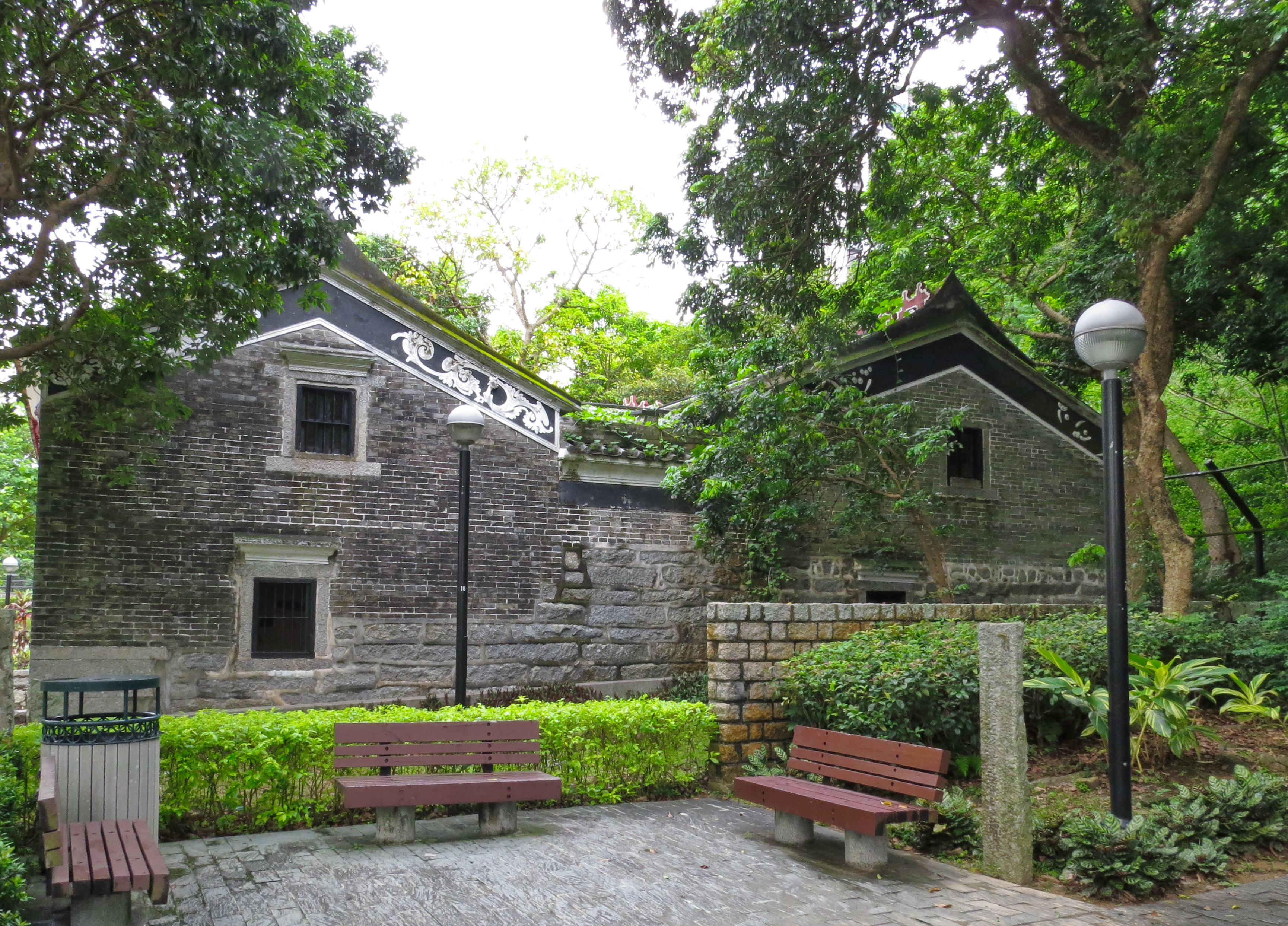
王屋村民宅的南面外貌

## 維修
民宅大致保持完好，曾於1996年進行多項復修工程，2006年再更換損毀的木構件和進行內部翻新工程。

## 活化計畫
2009年香港政府首次將王屋村古屋納入活化歷史建築夥伴計劃，並容許在旁加建建築物，但經非牟利組織到場考察後，發現古蹟內部及新加建築的限制條件太多，因此，對活化計劃持保留態度。

## 資料來源
1. ↑   (PDF). 香港發展局 香港歷史文物網站. 2009-11-09  [2012-08-15]. （原始内容存档 (PDF)于2018-09-08）.
2. ↑  . 蘋果日報. 2009-09-17  [2012-08-22].
3. ↑  . 東方日報. 2009-09-17  [2012-08-15]. （原始内容存档于2011-08-31）.

- (PDF). 香港歷史文物網站. 2009-11-09  [2012-08-15]. （原始内容存档 (PDF)于2018-09-08）.

## 外部連結
- 香港法定古蹟：王屋村古屋

22°22′58″N 114°11′50″E / 22.38288°N 114.19730°E